# Viguieranthus simulans
Viguieranthus simulans är en ärtväxtart som först beskrevs av René Viguier, och fick sitt nu gällande namn av Villiers. Viguieranthus simulans ingår i släktet Viguieranthus och familjen ärtväxter. Inga underarter finns listade i Catalogue of Life.